# 额中回
额中回（英語：Middle frontal gyrus）是大脑额叶的一个脑回。 额中回与额下沟、额上沟、中央前沟相邻。

## 功能
有研究显示，额中回与人的识字和算术能力相关。 还有研究认为额中回是背部和腹部注意力网络的汇合地。

## 图像

额中回位于红色标记处
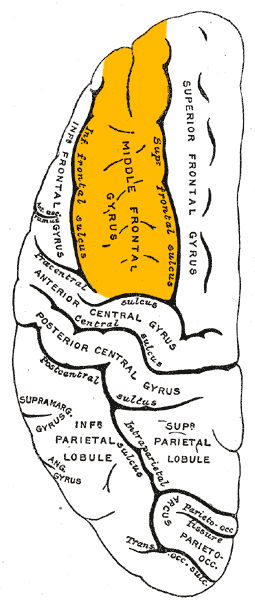
左侧大脑半球（俯视图）：额中回位于橙色标记处
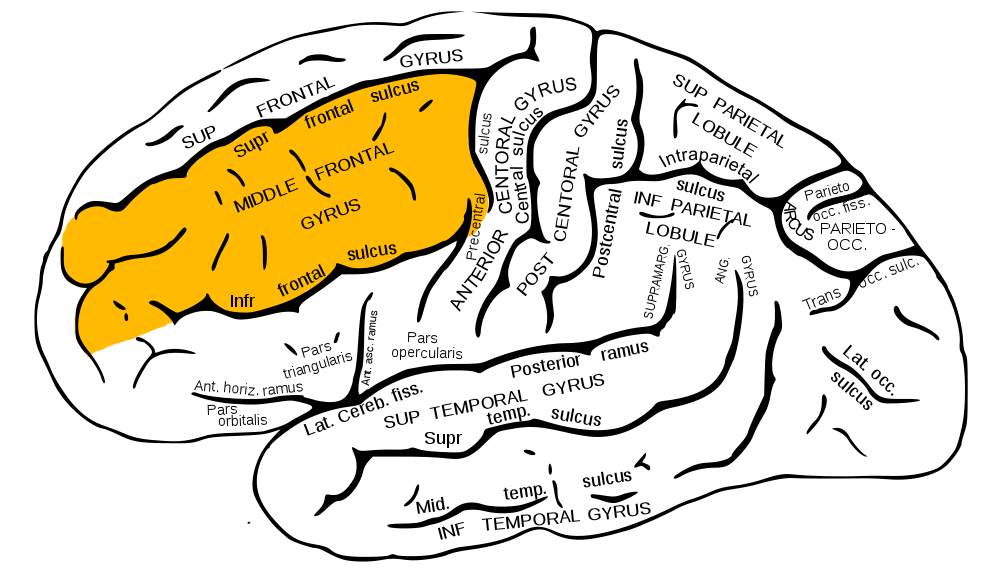
左侧大脑半球外侧面（额中回位于橙色标记处）